# Raquel Revuelta (actriz)
Raquel Revuelta (La Habana, 14 de noviembre de 1925 - La Habana, 24 de enero de 2004) fue una actriz y profesora cubana, proveniente de una familia de actores, hija de Silvia Planas y Vicente Revuelta Revuelta (padre), hermana de Vicente Revuelta.
Fundadora, en 1941, del Teatro Popular, a lo largo de 60 años de actividad profesional, se prodigó tanto en cine como en teatro. Además dirigió el grupo Teatro Estudio desde 1958 en que lo fundó hasta poco antes de su fallecimiento.

## Raquel y Teatro Estudio
Teatro Estudio fue creado en 1958 por varios artistas entre los que se encontraban, Ernestina, Sergio Corrieri, Raquel Revuelta y Vicente Revuelta. Con el estreno de “Juana de Lorena” en 1956, de Maxwell Anderson, según una adaptación del original realizada por Julio García Espinosa y Vicente Revuelta y dirigida por este último. Dando origen a lo que será una los grupos de teatro más emblemático de Cuba. 
La primera puesta en escena de Teatro Estudio fue Viaje de un largo día hacia la noche, de Eugene O’Neill en 1958, resultando todo un acontecimiento teatral con una y con una notable acogida del público, logra mantenerse en escena durante varios meses, obtiene cuatro de los premios que anualmente concede la ARTYC (Asociación de Reporteros Teatrales y Cinematográficos); a mejor dirección, mejores actuaciones femenina y masculina y mejor escenografía de 1958, además de ser considerado por la crítica como la experiencia teatral más fecunda y uno de los grandes momentos del teatro cubano del siglo XX.

### Teatro Estudio Puestas en escena
Al triunfar la Revolución en enero de 1959, Teatro Estudio da a conocer, en agosto, un Segundo Manifiesto en el que expresaba el compromiso a realizar un teatro más militante que planteara los problemas que Cuba enfrentaba y la necesidad de tomar una posición social tal que permitiera plasmar en obras artísticas la época que se comenzaba a vivir. El grupo se instalaría definitivamente en la Sala Hubert de Blanck en el año 1964.
La primera obra estrenada en 1959, sería El alma buena de Szechwan; (Der gute Mensch von Sezuan), de Bertolt Brecht, un verdadero acontecimiento, el primer acercamiento a la obra del gran dramaturgo alemán.

### Repertorio
El repertorio de Teatro Estudio fue de una calidad extraordinaria: piezas cubanas de autores capitales, y de jóvenes, significaron casi el 50 por ciento de su producción; el teatro clásico español y el teatro moderno. Del teatro latinoamericano, por ejemplo obras de Argentina, Colombia, Chile y Perú, y autores de los entonces países socialistas, como Vladímir Mayakovski, Máximo Gorki, y naturalmente, Bertolt Brecht.

## Filmografía
- Un hombre de éxito (1985)
- Cecilia (1982)
- Aquella larga noche... (1979)
- Un día de noviembre (1972)
- Lucía (1968)
- El huésped (1966)
- Soy Cuba (1964)
- Cuba baila (1963)
- Viaje de un largo día hacia la noche (1958)
- Y si ella volviera (1957)
- Fuerza de los humildes (1955)
- La rosa blanca (1955)
- Morir para vivir (1954)
- Siete muertes a plazo fijo (1950)